# Festival de Música Tradicional de la Alpujarra

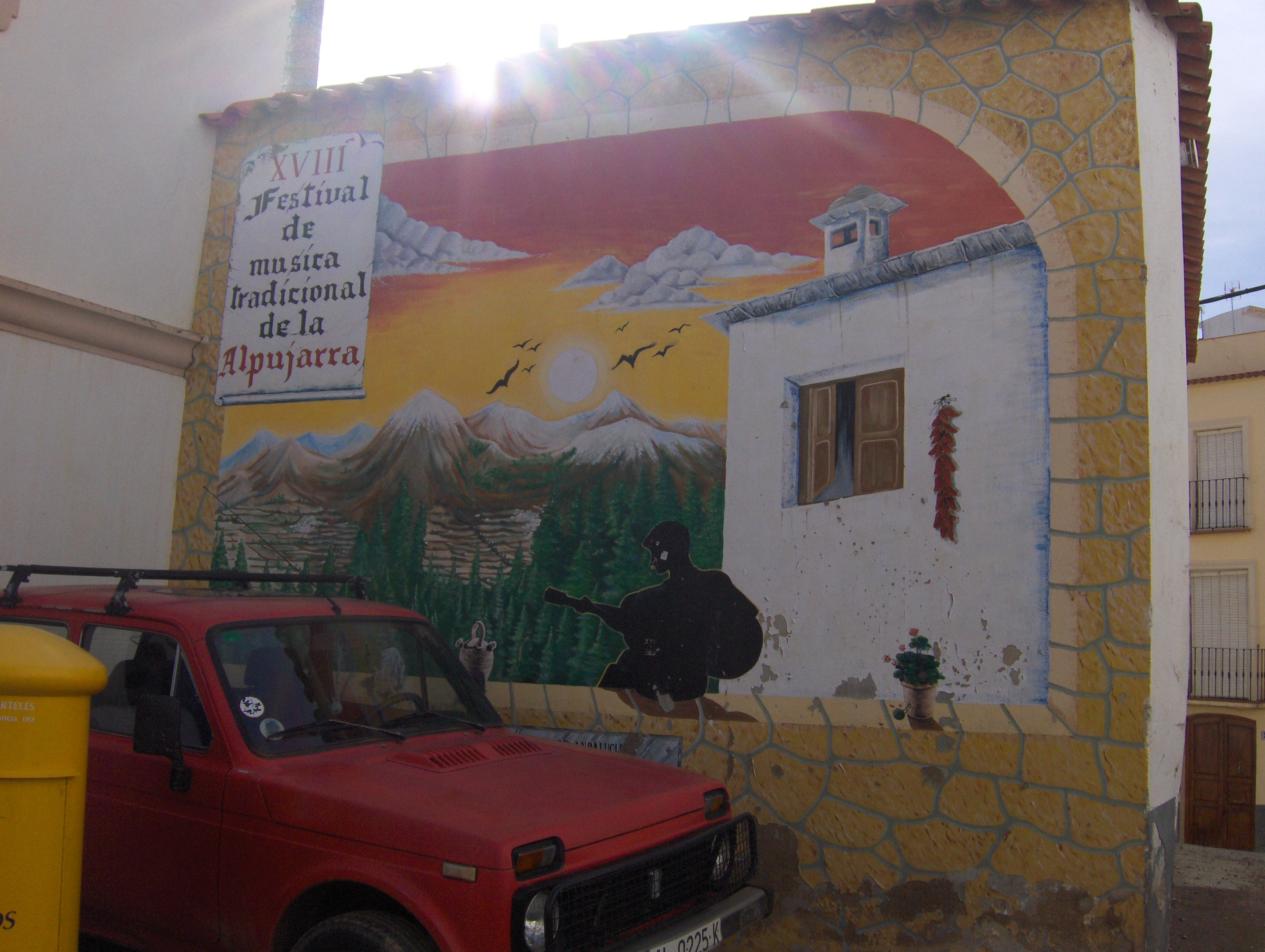
Cartel del XVIII festival, celebrado en Paterna del Río.

El Festival de Música Tradicional de la Alpujarra, es una manifestación del folclore alpujarreño, que celebra con carácter anual desde 1982, el segundo domingo de agosto en una localidad de la Alpujarra granadina o almeriense, que varía para cada ocasión. Tiene carácter de concurso, otorgándose varios premios según especialidades.
El Festival se complementa con una feria de productos artesanales y de oferta gastronómica y turística, y con unas jornadas de trabajo con músicos y folcloristas.
Se ha convertido en un evento de amplia capacidad de convocatoria, teniendo su punto de máxima asistencia en los 30.000 espectadores del Festival celebrado en Vícar en el año 2000.
El dibujante e historietista almeriense Francisco Martín Morales fue el autor de la mayor parte de los carteles del festival durante las primeras treinta ediciones.

## Organización
Existe una Comisión Organizadora, que se constituye en el mes de enero de cada año natural, y se reúne mensualmente hasta la celebración del festival, en agosto. 

### Composición de la Comisión Organizadora
Dicha Comisión está presidida, en todos los casos, por el presidente de la Asociación Abuxarra, una entidad sin ánimo de lucro, cuya finalidad es la recuperación del folclore tradicional de la comarca de La Alpujarra, así como la defensa de los valores culturales y ambientales de esta. Bajo su presidencia, la Comisión está formada por los siguientes miembros:
- El alcalde del ayuntamiento anfitrión, es decir, aquel en cuyo término municipal se celebra ese año el Festival.
- Los delegados provinciales, en Granada y Almería, de la Consejería de Cultura de la Junta de Andalucía.
- Los representantes (uno por cada una de ellas) de las diputaciones de ambas provincias.
- Dos representantes por el resto de los ayuntamientos de Granada, y otros dos por los de Almería
- Un representante designado por los grupos y asociaciones de música de la zona.
- Varios representantes de la Asociación Abuxarra.

### Funciones y objetivos
La principal función de la Comisión, es velar por que el Festival se mantenga fiel a su filosofía de recuperación del folclore tradicional, del trovo, de la música y el baile de la zona. Además, redacta las bases del concurso, elabora y aprueba los presupuestos; propone la contratación de todas las infraestructuras técnicas; selecciona a los artistas invitados y gestiona las actividades paralelas.
El ayuntamiento anfitrión, por su parte, es el encargado de acondicionar el recinto, aparcamientos y alojamientos; organizar los servicios complementarios, infraestructura asistencial y de seguridad y coordinación administrativa. En ocasiones, dado que la asistencia de espectadores se sitúa alrededor de las 15.000-20.000 personas, es preciso realizar verdaderas obras de ingeniería, incluso entubando barrancos y creando explanadas artificiales, que una vez finalizado el Festival son removidas a su estado original o, en algunos casos, aplicadas a infraestructuras estables.
Por su parte, la Asociación Abuxarra es quien mantiene el contacto con los grupos de música y con los miembros del jurado, elaborando además una revista y gestionando la comercialización de las grabaciones que se realizan.

### Otros órganos
La Comisión Local, integrada por voluntarios, se forma en cada localidad para realizar funciones de apoyo al ayuntamiento anfitrión y a la organización del evento (montaje, vigilancia, atención al público, información...)
El jurado, designado por la Comisión Organizadora, está integrado por especialistas en folclore y música, y tiene la función de asesoramiento de la Comisión y selección de los premiados. Han formado parte del mismo, músicos como Esteban Valdivieso; musicólogos como Reynaldo Fernández Manzano; folcloristas como Germán Tejerizo o Isidoro Moreno, Mariángeles Subirats, Adela Barranco, Juan Bedmar,  etc.

## Festivales celebrados
- I (1982), bajo la denominación I.er Festival de Música Tradicional de Cuerda de las Alpujarras, se celebró en Yegen y estuvo dedicado a Gerald Brenan. Lo presentó el periodista Alfredo Amestoy y concurrieron 17 grupos entre tocaores y troveros, provenientes de Murtas, Sorvilán, Bérchules, Yegen, Bubión, Ugíjar, Válor, Trevélez, Capileira, Lanjarón, Berja, Laroles, Notáez, Cádiar y Mairena, y supuso la recuperación pública del trovo alpujarreño durante muchos años oculto y olvidado. Se cerró el Festival con la actuación de María Rosa Vallecillos acompañada por un coro de voces cantando «a la vida de La Alpujarra».
- II (1983), en Murtas, dedicado al hispanista suizo Jean-Christian Spahni. En esta edición se fijaron los criterios básicos de organización y actuó como artista invitado Carlos Cano.
- III (1984), en Ugíjar, dedicado a Epifanio Lupión trovero histórico. En esta edición se definen los cuatro premios principales (recuperación del folclore, baile, trovo, interpretación musical) y se acordó la selección por sorteo al finalizar el Festival del anfitrión del siguiente año.
- IV (1985), en Órgiva, dedicado al antropólogo Pío Navarro Alcalá-Zamora.
- V (1986), en Albuñol, dedicado al geógrafo Joaquín Bosque Maurel. En esta edición se adoptó la decisión de alternar anualmente localidades de Granada y Almería.
- VI (1987), en Laujar de Andarax. Participaron 23 grupos y estuvo dedicado a los estudiosos de las tradiciones alpujarreñas Pedro Aparicio Alcalé y Florentino Castañeda.
- VII (1988), en Cádiar, dedicado a uno de los fundadores del Festival, Miguel Pelegrina. La participación subió hasta 35 grupos y según cálculos de la prensa acudieron unos 15.000 espectadores.
- VIII (1989), en Berja, dedicado al historiador padre Tapia y presentado en Madrid por el entonces ministro de Interior José Barrionuevo. En esta edición por primera vez se invitó a grupos folclóricos extranjeros.
- IX (1990), en Válor, dedicado al dibujante Martínmorales. Se realizó por primera vez un encuentro con troveros cubanos comandados por el escritor Waldo Leiva.
- X (1991), en Nevada, dedicado al escritor Miguel J. Carrascosa Salas, alpujarreño y autor de libros, poemas y artículos sobre la comarca. Fue primera ocasión en que la infraestructura creada para el Festival fue posteriormente aprovechada por el Ayuntamiento para instalar un camping que aún conserva la portada levantada para el evento.
- XI (1992), en Adra, fue presentado en el Pabellón de Andalucía de la Expo 92, y se celebró a orillas del mar Mediterráneo con un presupuesto cercano a los trece millones de pesetas y con grupos mexicanos como invitados, dando carácter internacional al Festival.[5]
- XII (1993), en Dalías, con un nuevo encuentro con repentistas cubanos.
- XIII (1994), en Lanjarón, organizándose la infraestructura en un paraje situado a unos 2 km del pueblo reutilizándose tras el evento para desarrollar un polígono industrial.
- XIV (1995), en El Ejido, con más de 20.000 espectadores,[6] celebrado junto al castillo de Guardias Viejas. Estuvo dedicado al geógrafo padre Ferrer.
- XV (1996), en Capileira, con grupos de folclore gallego como invitados.
- XVI (1997), en Fondón, dedicado a la comarca oscense de Somontano en hermanamiento con la zona vitivinícola de La Contraviesa.
- XVII (1998), en Pitres (La Taha), que hubo de celebrarse en una finca privada alquilada por el equivalente a dos cosechas.[7] Se publicó un casete con la grabación de las actuaciones editado por la discográfica Big Bang.
- XVIII (1999) en Paterna del Río, dedicado al periodista y escritor Eduardo Castro Maldonado, autor de la "Guía General de la Alpujarra", con el grupo de música celta Supervivientes como invitados.
- XIX (2000) en Vícar, fue el más multitudinario de los festivales celebrados hasta el momento con más de 30.000 espectadores. Para afrontar el calor se realizó una compleja instalación de microclima.
- XX (2001) en Albondón, cuya fisonomía urbana cambió de forma significativa por las obras asociadas a la infraestructura del Festival. A partir de esta edición se comenzó a publicar un CD de las grabaciones realizadas.
- XXI (2002) en Murtas, siendo la primera vez que se repetía una sede con 29 grupos participantes.
- XXII (2003) en Turón. Dedicado a María Aragón Saez, alpujarreña , maestra, cofundadora de la asociación Abuxarra y presidenta de la misma durante varios años e impulsora del Festival de Música Tradicional y de otras iniciativas culturales de La Alpujarra.[8]
- XXIII (2004) en Padules, con grupos de folclore africano como invitados.
- XXIV (2005) en Rubite, donde hubo que entubar un barranco y allanar un montículo para instalar la infraestructura con una inversión de más de 700.000 euros[9] y más de 20000 espectadores.
- XXV (2006) en Alpujarra de la Sierra, municipio que engloba las localidades de Mecina Bombarón y Yegen con lo que en cierta forma volvía a la sede del inicio en su XXV aniversario.
- XXVI (2007) en La Alquería (Adra), con más de 40 grupos participantes y el grupo colombiano Fol como invitado. Estuvo dedicado al antropólogo José Antonio González Alcantud.
- XXVII (2008) en Alboloduy, dedicado al etnólogo Agustín Sánchez Hita, se homenajeó también al grupo de música tradicional El Galayo del municipio organizador.[10]
- XXVIII (2009)  en Mairena. Participaron 20 grupos. El grupo más destacado de esta edición fue Zaharagüí de Alcolea con premio a la calidad juventud y rescate de canciones.[cita requerida] Este año el Festival se dedicó al arquitecto y urbanista Juan Carlos García de los Reyes, por sus estudios y publicaciones sobre la arquitectura y urbanismo de La Alpujarra.[11]
- XXIX (2010) en Almócita, dedicado al escritor y director de los Museos de Terque Alejandro Buendía Muñoz, por sus trabajos de investigación y divulgación de las costumbres de La Alpujarra.[12] Participaron veinticuatro grupos de la Alpujarra Almeriense y granadina. Cerró el festival la Compañía Estatal de Bielorrusia.
- XXX (2011) en Bayárcal. Participaron 24 grupos: 13 de la Alpujarra Almeriense y 11 de la Alpujarra Granadina. La edición de este año homenajeó al Consorcio Estación Recreativa Puerto de la Ragua.[13] Como novedad se estrenó la bandera del Festival de Música Tradicional de la Alpujarra que permanecerá en poder del ayuntamiento encargado de la siguiente edición del festival hasta la celebración del mismo. Como fin de fiesta actuó la Asociación Cultural Francisco Velarde de El Ejido.
- XXXI (2012) en Cádiar. Concurrieron 30 grupos de los 31 programados 17 de La Alpujarra granadina y 13 de la almeriense. Ha sido una de las ediciones con mayor número de conjuntos participantes. El Festival estuvo dedicado en esta ocasión al enólogo Manuel Valenzuela García. Así mismo el ayuntamiento de Cádiar homenajeó a Domingo Reinoso Martín y a todas las personas que han contribuido a la conservación de la música tradicional de la localidad. Destacó de esta edición la ubicación del escenario en la plaza Encarni García Alcázar en pleno centro del pueblo lo que posibilitó mayor afluencia de público. Para el fin de fiesta se contó con la actuación de la Big Band de Atarfe.
- XXXII (2013) en Albondón, dedicado a Antonio Bonilla, alcalde de Vícar y a la corporación municipal por el apoyo mostrado al Festival a lo largo de muchos años.[14]
- XXXIII (2014) en Alcolea (Almería), dedicado al Centro UNESCO de Andalucía, valorando el trabajo de esta asociación por la conservación del paisaje, cultura y tradiciones alpujarreñas y por el apoyo prestado a la candidatura del La Alpujarra como Patrimonio de la Humanidad.[15]
- XXXIV (2015) celebrado en Ugíjar, tras la renuncia del Ayuntamiento de Albuñol, localidad donde estaba previsto el acto, a organizar el evento al no poder aportar 60.000 euros que le correspondería financiar.[16] Dedicado a la profesora de la Universidad de Granada Carmen Trillo San José, autora de numerosos trabajos sobre La Alpujarra.[17]
- XXXV (2016) en Ugíjar, dedicado al historiador Valeriano Sánchez Ramos, con asistencia de más de diez mil personal.[18]
- XXXVI (2017) en Laujar de Andarax, dedicado a la Asociación Alpujarra Agroecológica, en el que actuaron treinta agrupaciones.[19]
- XXXVII (2018) en Turón. Celebrado por segunda vez en esta localidad, participaron los grupos «Talama» de Bayárcal; «Virgen del Rosario» de Baños de Santiago (Paterna del Río); «Barranco Almerín» de Adra; «Taller de Música Tradicional» de Órgiva; los troveros Sevilla y Barranquito de Vícar; «La Garita» de Dalías; «Algaida» de Alpujarra de la Sierra; «Alquería Viva» de La Alquería (Adra); «Barranco Gurrías» de Adra; «Las Moreas» de Lobras; «Puerta de La Alpujarra» de El Ejido; «Los Tres Caños» de Almócita y Bentarique; «Zarzamora» de Rubite; los troveros Constantino y Barranquito del El Ejido; «Cante Mulero» de Cádiar; «El Cadí» de Cádiar; «Aurora» de Ugíjar; «Taller de Música Tradicional» de Berja; «Taller de Música Tradicional» de Cáñar; troveros Morón y Peret de Cádiar; «Los Laureles» de Laroles; «Escuela Infantil de Trovo» de Murtas; «Los Viñeros» de Vícar; los troveros El Panadero y Barranco de Albondón; «Aben Humeya» de Válor; «Fuente Agria» de Pórtugos; «Zaharagüy» de Alcolea y «Nuevas Raíces» de Turón.[20] El festival estuvo dedicado al coordinador del Proyecto Mediterranean Montainous Landscapes (Memola), José Antonio Martín Civantos y a su equipo.[21] El grupo internacional «Paraguay Música y Danza» cerró las actuaciones con la interpretación de diez piezas del folclore paraguayo, alguna de las cuales cantada en idioma guaraní.
Se entregaron un total de 7.800 euros en premios repartidos en doce premios dotados con 150 euros cada uno y una estatuilla representando la fachada principal y torres de la ermita de San Marcos de Turón a los grupos que mostraron mínimo de calidad de acuerdo con el criterio del jurado; y once premios dotados con 300 euros cada uno y la misma estatuilla en las categorías de trovo: a Morón y Peret y a El Panadero y Barranco, trovo infantil: a «Escuela Infantil de Trovo de Murtas» y trovo juvenil: a «Taller de Música Tradicional» de Berja, nuevas composiciones: a «Taller de Música Tradicional» de Cáñar, categoría general: a «Barranco Almerín», «Barranco Gurrías», «Zarzamora», «Al-Cadí» y «Talama», y calidad interpretativa: a «Los Laureles», así como un premio extraordinario de la misma cuantía al grupo «Nuevas Raíces» de la localidad organizadora del evento.
- XXXVIII (2019) en Pórtugos, celebrado por primera vez en esta localidad y dedicado a los productores de jamón de la Alpujarra, perticiparon veintinueve grupos folclóricos alpujarreños. El final de fiesta estuvo a cargo del grupo Música Tradicional del Estado de Veracruz de México con el espectáculo «Ritmos y Colores - México en España».

El festival dejó de celebrarse dos años debido a la crisis sanitaria provocada por la enfermedad del COVID-19, aplazandose las dos ediciones que estaban previstas: el XXXIX Festival (2020) en Dalías y la edición XL (2021) en Vícar.[actualizar]
- XXXIX (2022) en Dalías, el festival vuelve a celebrarse tras haberse aplazado dos años. Esta localidad almeriense acoge el festival por segunda vez, 29 años después de la primera ocasión. Son veintinueve grupos los que participan en esta edición que fue dedicada a Gabriel Bosquet Martín por su labor en la defensa de la tradición vitivinícola de La Alpujarra. Además el Ayuntamiento de Dalías realizó un emotivo homenaje a varias personas y entidades: Al recuerdo del escritor Pepe Criado por su contribución al mundo del trovo, a Isabel Jiménez Peramo por su trabajo de rescate y recuperación de la música tradicional de Dalías con la agrupación "La Garita", y a la Asociación "Abuxarra" por su 40 aniversario. Por otro lado todos los grupos participantes recibieron un trofeo que reproduce la silueta de La Garita, un antiguo torreón nazarí que corona la localidad. La diseñadora del cartel fue la artista local Begoña Cadenas Godoy, y representó una composición que muestra en el fondo el torreón nazarí La Garita y en primer plano dos mujeres bailando ataviadas con el traje alpujarreño de Dalías.
- XL (2023) en Vícar, se celebra por segunda vez en la localidad del "Corazón del Poniente almeriense" 23 años después de la primera ocasión con el fin celebrar "en gran formato" la edición número 40 del festival de la Alpujarra. Un total de treinta y dos grupos participaron en esta edición que estaría dedicada a Pedro Navarro Imberlon, profesor y expolítico que ha fomentado este festival desde sus orígenes. Además se realizaría un homenaje al también profesor y expolítico Adolfo García de Viana Cárdenas, por su labor en la creación y organización del festival desde sus inicios. El fin de fiesta fue llevado a cabo por la agrupación folclórica "Encantos de mi Panamá".
- XLI (2024) en Lanjarón, se celebra por segunda vez en este municipio granadino 30 años después de la primera ocasión como sede. En esta edición del festival participaron treinta y dos grupos a los que se les entregó un trofeo consistente en una vasera, objeto artesanal de mimbre típico de Lanjarón. Además esta edición se dedica a Don Juan González, Catedrático de Economía en la Universidad de Granada por su compromiso permanente con la Alpujarra. Por otra parte el Ayuntamiento de Lanjarón rindió un homenaje a Rosario Bueno y Antonio Morillas, ambos muy ligados a la música tradicional de Lanjarón e impulsores del grupo de música tradicional de la localidad.
- XLII (2025) en Berja, este municipio almeriense acogió por segunda vez el festival de la Alpujarra 36 años después de la primera ocasión. El escenario se colocó en la Plaza Porticada, en pleno corazón del municipio, por el cual actuaron un total de 31 agrupaciones a las que se les entregó como trofeo una escultura que representa un racimo de uvas y el nombre de Berja. La edición número 42 del festival estuvo dedicada al periodista Diego Martínez Pérez por su contribución al festival de la Alpujarra desde hace más de 30 años con su cámara fotográfica y escribiendo las crónicas de cada edición, por el cual se conserva todo un legado material para las futuras generaciones. Además el Ayuntamiento de Berja realizaría un homenaje al parralero Antonio Sánchez Rodríguez, cuya profesión dedicada al cultivo la uva de mesa fue en el pasado el motor industrial de la comarca que aún recuerda sus característicos paisajes de Parrales verdes. El cartel de esta edición fue elaborado por el artista local Miguel Carmona Montes que representa una composición en la que se ve al fondo Sierra Nevada con una vista de la vega de Berja cubierta de Parrales, y en primer plano una cornucopia llena de uvas y una mujer vestida con el traje tradicional de la Alpujarra.
- XLIII (2026) en Roquetas de Mar. Este municipio almeriense acogerá el festival de música tradicional de la Alpujarra por primera vez en la historia.

## La música
Conforme a la clasificación realizada por el musicólogo Fernández Manzano, la música del Festival abarca prácticamente todos los campos de la tradición folclórica de la comarca:
- Tradiciones de música y danza relacionadas con los ciclos productivos y económicos: cantos de trilla, cantos de siega,`cantos de vendimia, canciones barrileras (que se cantaban en la faena de envase de la uva), canciones de muleros, etc.
- Manifestaciones de música y danza relacionadas con eventos históricos (fiestas de moros y cristianos, romances...)
- Cantos religiosos (villancicos, rosario de la aurora, himnos, etc.). También se incluyen otras actuaciones de corte popular sacralizadas, como las canciones de ánimas.
- Manifestaciones de música y danza infantiles (canciones de corro y rueda; remerinos de Cádiar; canciones de meceores, etc.)
- Música y danza con carácter lúdico, especialmente parrandas cortijeras, música de pulso y púa (fandangos, robaos, y mudanzas) y el trovo.